# Hydrobiosis budgei
Hydrobiosis budgei là một loài Trichoptera trong họ Hydrobiosidae. Chúng phân bố ở miền Australasia.